# Мадагаскарски дневен гекон
Мадагаскарските дневни гекони (Phelsuma madagascariensis) са вид дребни влечуги от семейство Геконови (Gekkonidae).
Разпространени са в разнородни местообитания по източното крайбрежие на Мадагаскар. Дължината им може да надхвърли 30 сантиметра, като са сред най-едрите представители на рода и най-едрият на Мадагаскар.